# Monika Hirth
Monika Hirth (Harburg, 1950) es una botánica alemana, trabajando extensamente con el género Ophrys de la familia orquídeas.

## Honores
- 1988-2008: veinte años de rectora de la Escuela Federico Froebel.
- La abreviatura «M.Hirth» se emplea para indicar a Monika Hirth como autoridad en la descripción y clasificación científica de los vegetales.[1]